# Ein Sommer zum Verlieben (1991)
Ein Sommer zum Verlieben ist ein taiwanischer Spielfilm von Edward Yang aus dem Jahr 1991. Das vierstündige Werk bietet ein Panorama der taiwanischen Gesellschaft in den frühen 1960er-Jahren, in deren Zentrum Kämpfe zwischen verfeindeten Jugendbanden sowie das Leben der Hauptfigur, des Teenagers Chang Chen, und seiner Familie stehen. Der Originaltitel Gulingjie Shaonian Sharen Shijian (chinesisch 牯嶺街少年殺人事件 / 牯岭街少年杀人事件) lautet übersetzt etwa „Jugendlichen-Mordfall an der Guling-Straße“, international ist der Film auch unter seinem englischen Titel A Brighter Summer Day bekannt. Im Laufe der Jahre seit seiner Veröffentlichung gelangte Yangs Film langsam, aber stetig zu großer internationaler Anerkennung.

## Handlung
Taipei im Jahr 1960. Der 14-jährige Schüler Chang Chen, von allen Xiao Si’r („kleine Vier“, da er das vierte von fünf Kindern ist) genannt, hatte im letzten Jahr in einem Fach eine mangelhafte Note erhalten. Obwohl alle anderen Fächer erfolgreich liefen und er eigentlich ein guter Schüler ist, musste er von der „Tagesschule“ auf die „Abendschule“ wechseln. Sein Vater, ein Regierungsbeamter aus dem Mittelstand, ist darüber unglücklich, denn die abendlich stattfindenden Schulen besitzen einen schlechten Ruf. Auf der von militärischer Strenge geprägten Schule werden die Schüler von den Lehrern oft nur mit den ihnen zugeteilten Nummern angesprochen.
Die Bedenken des Vaters sind nicht grundlos: Zwischen den Little Park Boys und den 217s, zwei Jugendbanden, kommt es immer wieder zu brutalen Auseinandersetzungen. Honey, der charismatische Anführer der Little Park Boys, ist seit einiger Zeit aus der Stadt verschwunden, nachdem er im Streit um seine Freundin Ming einen der 217er umgebracht hatte. Xiao Si’r gehört nicht zu den Gangs, steht aber aufgrund seines Familienhintergrundes den Little Park Boys näher, denen vor allem die Kinder der vom chinesischen Festland geflohenen Regierungsbeamten angehören (die sogenannten „Waishengren“), während bei den 217ern eher die Kinder der „Benshengren“ sind, die schon zuvor in Taiwan gelebt hatten. Es kommt auch zu sexuellen Erfahrungen der Schüler: Eines Abends entdeckt Chang Chen, dass sich etwas in einem verdunkelten Klassenraum bewegt, und macht seine Taschenlampe an. Er stört dabei ein junges Liebespaar, deren Identität er nicht erkennen kann.
Zunehmend wird Xiao Si’r widerwillig in die Konflikte hineingezogen: Der ihm unsympathische Sly, der in der Abwesenheit von Honey die Little Park Boys anführt, spickt während einer Klassenarbeit bei ihm. Sie werden erwischt und Sly wird der Schule verwiesen, doch auch Si’r erhält vom engstirnigen Schulleiter eine Verwarnung. Xiao Si’r befreundet sich mit Ming, der ehemaligen Freundin von Honey, die von ihrer Herkunft eigentlich den 217ern nähersteht, und gerät daher in den Fokus der beiden Banden. Ming lebt mit ihrer lungenkranken Mutter unter dürftigen Umständen. Sie gilt als Schönheit und ein Regisseur, der direkt neben der Schule in einem Filmstudio einen Historienfilm dreht, will ihr sogar eventuell den Einstieg in das Filmgeschäft ermöglichen. Gelegentlich schleichen sich die Schüler in das Studio und beobachten die Filmcrew beim Arbeiten.
Sly versucht Frieden zwischen beiden Gangs zu schließen. Ein gemeinsam veranstaltetes Konzert, bei dem westliche Popmusik gespielt werden soll, spielt hierbei eine zentrale Rolle. Wenige Tage vor dem Konzert taucht allerdings Honey, verkleidet als Matrose, unerwartet wieder in Taipei auf. Es kommt zu einem Richtungsstreit über die Little Park Boys zwischen ihm und Sly, den letzterer für sich entscheidet. Honey spricht mit Si’r über seine Zeit auf der Flucht, seine Lektüre von Krieg und Frieden und nimmt ihm auch nicht übel, dass er während seiner Abwesenheit mit Ming ausgegangen ist. Während des Popkonzerts erscheint Honey alleine vor den 217ern und wechselt herablassende Worte mit ihnen. Nachdem er beinahe von ihnen verprügelt wird, erklärt er, er wolle in Zukunft Frieden schließen. Er macht deshalb mit Shandong, dem Anführer der 217er, einen gemeinsamen Spaziergang, doch dieser schmeißt ihn hinterrücks vor ein herannahendes Fahrzeug. Die Polizei erklärt Honeys Tod für einen Unfall, was die Little Park Boys natürlich nicht glauben. Ma, Sohn eines einflussreichen Generals und Klassenkamerad von Xiao Si’r, besorgt den Little Park Boys handfeste Waffen. Während eines Taifuns dringen sie in das Hauptquartier der 217er ein und richten ein Blutbad an, bei dem unter anderem auch Shandong stirbt.
Unterdessen wird der Vater von Xiao Si’r von der Geheimpolizei verhaftet und über seine Vergangenheit sowie seinen Bekanntenkreis befragt. Er wird nach einigen Befragungen freigelassen, ist allerdings an seinem Arbeitsplatz herabgestuft worden und hat nach der Haft mit Depressionen und Paranoia zu kämpfen. Vor allem fragt er sich, weshalb und wofür die Befragungen stattfanden. Seine Frau geht davon aus, dass ein alter Schulfreund des Vaters, der in einer hohen gesellschaftlichen Position steht und deshalb von diesem manchmal um Gefälligkeiten gebeten wird, dafür verantwortlich war. Der Vater möchte davon nichts wissen. Seine Frau rät ihm, aus seinem Regierungsjob auszusteigen, um in die Wirtschaft zu gehen und dort eigenständiger sein zu können.
Xiao Si’r hat eine Beziehung mit Ming begonnen und auch schulisch wieder Erfolg. Nach einiger Zeit kommen ihm allerdings Zweifel an Mings Treue, zumal diese unter anderem mit dem erwachsenen Schularzt flirtet. Als Si’r auf den ohnehin verlobten Arzt trifft und dessen Verlobte beleidigt, wird er von dem Schuldirektor der Schule verwiesen. Der Vater von Si’r, der bei einem vorherigen Besuch im Büro des Schuldirektors seinen Sohn noch selbstbewusst verteidigt hatte, findet nicht mehr den Mut, dem etwas entgegenzusetzen. Si’r soll fortan zu Hause weiterlernen, um seine Klausuren zu schaffen und dann wieder die Tagesschule besuchen zu können. Si’r verbittert zusehends und Ming ist traurig, da sie ihn deshalb in Zukunft weniger sehen wird, wenn er wieder die Tagesschule besucht. Sly, der sich nach dem Blutbad an den 217ern zeitweise versteckt hielt, entschuldigt sich bei Si’r für frühere Zwistigkeiten und erzählt ihm, dass Ming auch heimlich mit dem Generalssohn Ma gehe. Aus Rache trifft sich Si’r mit Jade, einer Freundin von Ming. Jade durchschaut allerdings bald, dass Si’r nicht aufrichtig an ihr interessiert ist, und verrät ihm, dass er an dem einen Abend im Klassenzimmer Sly und Ming habe miteinander küssen sehen.
Si’r fühlt sich von seiner Freundin und seinem engen Freund Ma verraten. Der eifersüchtige Si’r stiehlt das Messer seines Freundes Cat und wartet vor der Schule auf Ma. Die gemeinsamen Freunde der beiden sorgen aber dafür, dass die beiden Rivalen nicht aufeinandertreffen. Schließlich begegnet er Ming und beleidigt sie für ihre Promiskuität. Er wolle sie ändern, doch sie erklärt ihm, dass sie sich nicht ändern könne und er mit seinem aggressiven Gehabe nicht so speziell sei, wie sie anfangs gedacht habe. Daraufhin ersticht er sie in seiner Wut und verliert über diese Schuld zeitweise den Verstand. Auf der Polizeistation ruft er nach Ming. Xiao Si’r wird wegen Mordes zum Tode verurteilt, aufgrund seiner Minderjährigkeit und infolge einer gesellschaftlichen Diskussion wird die Strafe später auf 15 Jahre Haft abgesenkt. Zuletzt sieht man seine Mutter beim Aufhängen von gewaschenen Kleidungsstücken. Unerwartet findet sie dabei die alte Schuluniform ihres Sohnes und weint in diese hinein. Unterdessen wird, wie auch schon zu Anfang des Films, im Radio eine Liste besonders herausragender Schüler verlesen.

## Historischer Hintergrund
Edward Yangs Film ist in eine spezielle Zeit der taiwanischen Gesellschaft eingebettet. Taiwan war von 1895 bis zum Ende des Zweiten Weltkrieges unter Herrschaft des Japanischen Kaiserreiches und fiel anschließend an die Republik China. Die alten Eliten der Republik China verloren allerdings nach ihrer Niederlage im Chinesischen Bürgerkrieg 1949 die Macht an die Kommunisten und Mao Zedong rief daraufhin für das chinesische Festland die Volksrepublik China aus. Die Gegner Maos, darunter auch viele Regierungsbeamte und Militärs mit ihren Familien, flüchteten nach Taiwan und begründeten dort ihre eigene Republik China auf Taiwan. Diese fast zwei Millionen vom Festland geflüchteten Personen werden als „Waishengren“ bezeichnet. In der Zeit von Yangs Film, um 1960, wurde zunehmend ersichtlich, dass für die in Taiwan lebenden Chinesen das Exil von Dauer sein würde.
Unter Führung von Chiang Kai-shek wurde die Kuomintang zur führenden Partei Taiwans, die das Kriegsrecht über einen Zeitraum von 38 Jahren bis 1987 dauerhaft verhängte und dadurch weitgehend diktatorisch regieren konnte. Da das Land in einer heiklen politischen Lage war und die Kuomintang-Regierung sich insbesondere unter ständiger Bedrohung Chinas im Taiwan-Konflikt sah, herrschte ein starker Militarismus vor. Die Waishengren besetzten in diesem Regime den Großteil der wichtigen gesellschaftlichen Posten, sehr zur Verärgerung der Bevölkerungsmehrheit der Benshengren, die schon vorher in Taiwan gelebt hatten und deutlich ärmer und weniger gebildet waren. Im Film befinden sich die Kinder der beiden Bevölkerungsgruppen in einer Spirale der Gewalt. Das Massaker an einigen der Benshengren-Jugendlichen in der Mitte des Filmes bleibt am Ende unbestraft.
Im sogenannten „Weißen Terror“ der Kuomintang wurden viele Zehntausende Menschen verhaftet, gefoltert und zum Teil getötet, die der Nähe zum Kommunismus verdächtigt wurden. Im Film wird dies durch die Verhaftung von Chang Chens Vater gezeigt, der zunächst als aufrechter und freigeistiger Charakter, nach seiner Untersuchungshaft als gebrochener Mann erscheint. Yangs Film entstand 1991 in einer Übergangsphase, in der die zunehmende Demokratisierung der taiwanischen Gesellschaft voranschritt und auch erstmals Kritik an früheren Verhältnissen ermöglichte. Yangs Co-Drehbuchautor Wang Wang betonte allerdings, dass Yang keinen kontroversen Film habe machen wollen und die Darstellung des Weißen Terrors auch nicht strittig gewesen sei, da dieser eine gesamtgesellschaftliche Erfahrung von sowohl Waishengren als auch Benshengren gewesen sei.
Ein Sommer zum Verlieben spiegelt die damals neuartigen und in ihrer Intensität zunehmenden popkulturellen Einflüsse aus den USA auf das Alltagsleben in Ostasien wider. Das Lied Are You Lonesome Tonight? in der Version von Elvis Presley erklingt gleich mehrfach und nimmt eine nicht unwichtige Stellung im Film ein. Der englische Filmtitel A Brighter Summer Day leitet sich von der Textzeile Does your memory stray to a brighter summer day in diesem Lied ab. Auch andere Lieder der Rock-’n’-Roll-Ära sind im Film entweder in ihren Originalversionen oder von den taiwanischen Jugendlichen gecovert zu hören, so Why von Frankie Avalon, Angel Baby von Rosie and the Originals, Don’t Be Cruel von Elvis Presley sowie die Ricky-Nelson-Lieder Poor Little Fool und Never Be Anyone Else But You. Im Kino sehen sich die Jugendlichen in einer Szene den Western Rio Bravo (1959) mit John Wayne an. Ersichtlich wird das Aufeinanderprallen zwischen asiatischer und amerikanischer Kultur auch an den Waffen, die die Schüler im Laufe des Filmes verwenden, sowohl Baseballschläger als auch Samuraischwerter kommen zum Einsatz.

## Produktionsgeschichte
Als Vorlage für die Mordtat diente Edward Yang ein realer Mordfall, bei dem am 15. Juni 1961 eine Jugendliche von ihrem Mitschüler in Taipei ermordet wurde. Yang, der mit seinem Geburtsjahrgang 1947 derselben Generation wie den Jugendlichen im Film angehörte, ließ sich auch in weiteren Elementen des Filmes von autobiografischen Einflüssen sowie Erlebnissen seiner Jugendzeit beeinflussen.

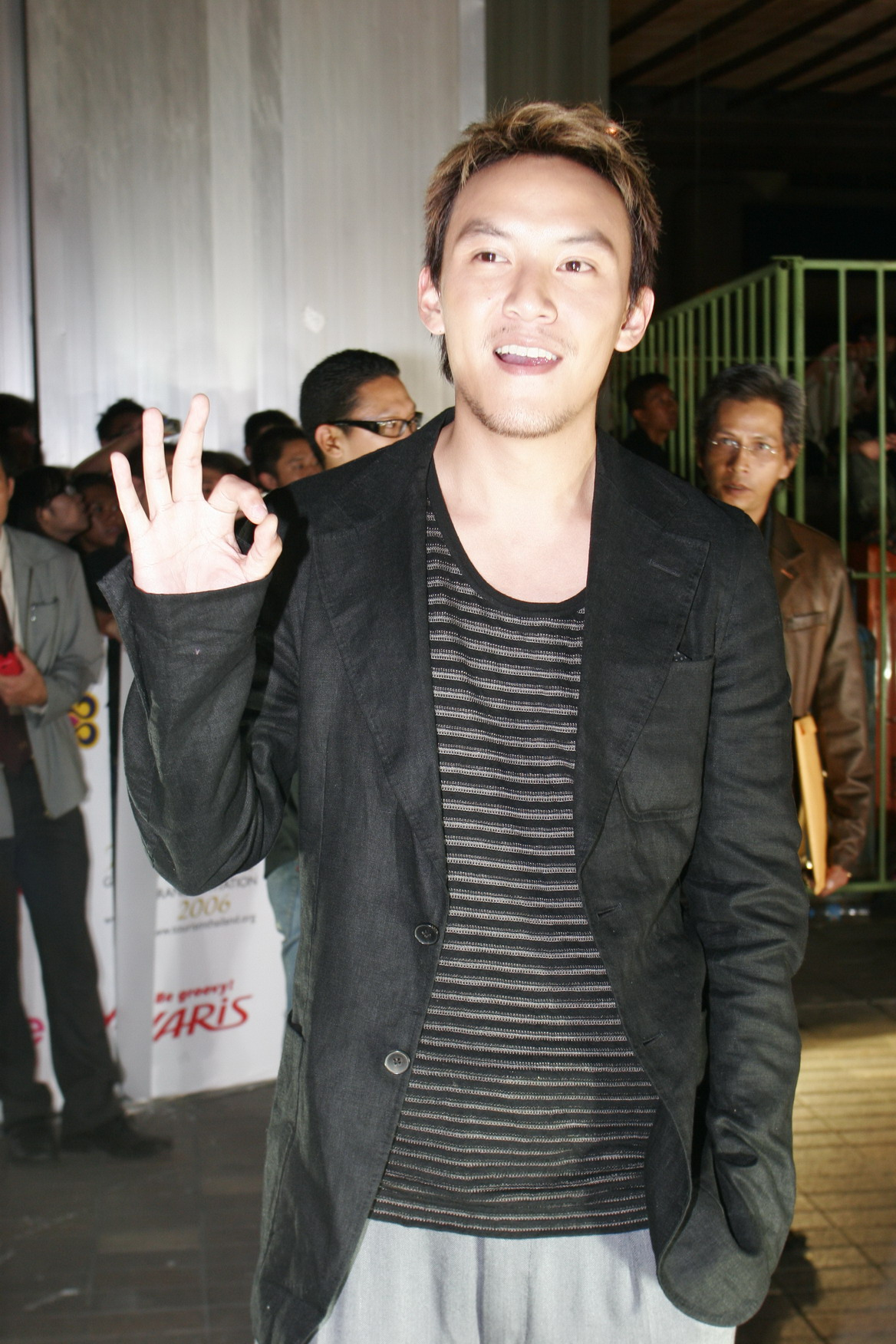
Chang Chen (hier 2006), später auch durch andere Filme bekannt, machte sein Filmdebüt in der Hauptrolle

Mit insgesamt über 100 Sprechrollen in dem Film benötigte Yang eine große Besetzung. Viele der jugendlichen Schauspieler waren Amateure und hatten keinerlei vorherige Filmerfahrungen, darunter auch der Hauptdarsteller Chang Chen in seinem Filmdebüt. Chens Vater, der Schauspieler Chang Kuo-chu, spielt auch im Film seinen Vater.

## Rezeption

### Veröffentlichung
Ein Sommer zum Verlieben war in Taiwan zwar erfolgreich, doch schaffte es der Film bei seiner Veröffentlichung nicht auf die großen Filmfestivals in Europa und den USA, was offensichtlich auch an der außergewöhnlichen Länge lag. Daher editierte Yang seine vierstündige Fassung auf knapp drei Stunden hinunter, wovon insbesondere die Szenen mit dem Vater und dem „Weißen Terror“ betroffen waren. Diese dreistündige Fassung wurde auch am 18. Mai 1999 auf 3sat ausgestrahlt, andere Sendetermine im deutschen Fernsehen gab es offenbar nicht.
Erst durch einen Kinostart des Filmes in den USA im Jahr 2011 (mittlerweile wieder in seiner vierstündigen Originalfassung), der durch die Organisation World Cinema Project von Martin Scorsese angetrieben wurde, sowie eine Veröffentlichung des Filmes bei dem Label Criterion Collection 2016 erhielt der Film erstmals größere Aufmerksamkeit in der westlichen Welt. Auf Filmbewertungsseiten wie der Internet Movie Database oder Letterboxd erhält der Film heute vom Publikum recht hohe Bewertungen.

### Auszeichnungen
Ein Sommer zum Verlieben lief nach seiner Veröffentlichung erfolgreich auf mehreren Filmfestivals, vor allem in Asien. Bei den Golden Horse Awards wurde er in der Kategorie Bester Film ausgezeichnet und beim Tokyo International Film Festival erhielt er einen Spezialpreis der Jury. Der Film wurde für die Oscarverleihung 1992 als taiwanischer Vorschlag im Rennen um den Oscar für den besten fremdsprachigen Film eingereicht, aber nicht nominiert.
In einer Umfrage der BBC aus dem Jahr 2018 wurde nach den besten nicht-englischsprachigen Filmen des Weltkinos unter 209 Kritikern aus 43 Ländern gefragt. Ein Sommer zum Verlieben wurde hier auf Platz 38 gewählt.

### Kritiken
Unter Kritikern und Cineasten besaß der Film den Ruf eines Geheimtipps und tauchte Ende der 1990er-Jahre in einigen Kritikerlisten der besten Filme des Jahrzehntes auf. Inzwischen wuchs die Bekanntheit des Filmes und er wurde von vielen Stimmen zu einem Meisterwerk und modernen Klassiker erklärt. Die Seite They Shoot Pictures, Don’t They?, die verschiedene Kritikerumfragen der letzten Jahrzehnte verrechnet, führt den Film auf Platz 124 der „1000 renommiertesten Filme“ (Stand: März 2022). Bei dem US-amerikanischen Kritikerportal Rotten Tomatoes fallen alle 20 Kritiken für den Film positiv aus. Der dortige Kritikerkonsens lautet: „Als fantastische filmische wie künstlerische Leistung zeigt Edward Yangs A Brighter Summer Day Jugend, Ideale, Gewalt und Politik in einem melancholischen, zärtlichen Licht, gipfelnd in einem komplexen Porträt taiwanischer Identität.“
Der Filmdienst urteilt, Ein Sommer zum Verlieben sei ein „ausuferndes Epos“ und eine „meisterhafte Studie über Unsicherheit, Gewalt und Zerstörung in einer Ära der Kommunisten-Hatz und verzweifelten Aufrechterhaltung des Traums der Kuomintang von der Rückkehr zur Heimat, dem (kommunistischen) Festland.“ „Virtuos“ inszeniere Yang den Film in einer „vielschichtigen Mischung diverser Stilrichtungen, wobei sensibel gestaltete Schönheit bruchlos neben krassem Naturalismus steht.“
Im Jahr 2000 schrieb Tony Rayns im Independent über den Film, als er zum ersten Mal in Großbritannien in voller Länge zu sehen war. Bemerkenswert sei an dem Film, dass keine der rund 100 Rollen irgendwie stereotyp oder billig geschrieben wirke. Die „Kombination von komplexer Handlung und Yangs Vorliebe für Ellipsen und Suggestionen“ lade zu einem mehrmaligen Wiedersehen ein. Thematisch setze sich der Film mit taiwanischer Geschichte auseinander und verbinde diese mit Einzelschicksalen, so werde ersichtlich, dass auch die unrechtmäßige Verhaftung des Vaters dazu beitrage, dass die jugendliche Hauptfigur seinen Sinn für richtiges und falsches Handeln zusehends verliere. Nicht zuletzt sei es ein Film über „Erziehung“ und die Formung eines Charakters, nicht nur durch Beschulung und den schulischen Leistungsdruck, sondern auch durch die Erziehung der Eltern, den Einfluss durch Peer Groups und die allgemeinen Umstände.
Anlässlich der ersten größeren Veröffentlichung des Filmes in den Vereinigten Staaten schrieb A. O. Scott in der New York Times am 24. November 2011 über den Film. Es sei ein Werk „absoluter Meisterhaftigkeit“, ein „wunderbarer Film“ und ein „essentielles Werk des modernen Kinos“. Filmhistorisch knüpfe der Film an viele Klassiker an, sei aber mehr als die Summe seiner Referenzen und Assoziationen: „Gefärbt durch Mr. Yangs Erinnerungen einer Welt, in der er aufwuchs, ist es einer dieser Filme, die durch ihre langsame Ansammlung von Details und einer mutigen künstlerischen Vision die Struktur und das Gefühl einer ganzen Welt erschließen lassen.“
Jordan Hoffmann meinte 2016 in The Guardian, auf den Filme treffe die Bezeichnung „Shakespearan“ zu: Die Tragödie im Film fühle sich unausweichlich und beinahe notwendig an, damit die Gesellschaft durch die erlittenen Schmerzen lernen könne. A Brighter Summer Day beinhalte aber auch viele leichtere Momente, die durch trockenen Humor präsentiert würden. Die Kamera bleibe von den Figuren durch viele Halbtotalen und Totalen auffällig distanziert, doch dieser insgesamt „größere Umfang“ des Filmes funktioniere als „perfektes Tandem“ mit dem sehr spezifischen Setting des Filmes.
Godfrey Chesire schrieb 2016 in einem Essay über den Film, A Brighter Summer Day habe zwei Gesichter: die Darstellung des Familienlebens der Hauptfigur und die der Konflikte zwischen den Jugendbanden. „Das äußere Gesicht ist ein sehr kritischer Blick einer Gesellschaft, in der die gesamte rechtmäßige Autorität – eine sehr konfuzianische Sorge – erodiert oder unterwandert ist, sodass ein junger Mann wie Xiao Si’r in eine Spirale der Gewalt gezogen wird“, wie es auch der chinesische Originaltitel des Filmes andeute. „Das innere Gesucht“, so Chesire, „ist durch den Text des Elvis-Presley-Hits Are You Lonesome Tonight? angedeutet, der dem Film seinen englischen Titel gegeben hat, und hat wenig mit Taiwan zu tun, sondern mehr mit einem von Zeit und Ort ungebundenen Zustand: die Einsamkeit, Melancholie und das Verlangen der Adoleszenz.“